# Сіссі Шварц
Елізабет «Сіссі» Шварц (нім. Sissy Schwarz, 19 травня 1936) — австрійська фігуристка, олімпійська чемпіонка.

## Виступи на Олімпіадах
| Олімпіада              | Дисципліна    | Місце |
| ---------------------- | ------------- | ----- |
| Осло 1952              | жінки         | 19    |
| Осло 1952              | парне катання | 9     |
| Кортіна д'Ампеццо 1956 | парне катання | 1     |